# Mexikanische Beachhandball-Nationalmannschaft der Männer
Die mexikanische Beachhandball-Nationalmannschaft der Männer repräsentiert den Handball-Verband Mexikos als Auswahlmannschaft auf internationaler Ebene bei Länderspielen im Beachhandball gegen Mannschaften anderer nationaler Verbände.
Eine als Unterbau fungiert die Nationalmannschaft der Junioren wurde bislang nicht aufgestellt. Das weibliche Pendant ist die Mexikanische Beachhandball-Nationalmannschaft der Frauen.

## Geschichte
Beachhandball feierte erst spät Erfolge in Mexiko, seitdem aber mit Macht. Nachdem 2014 erstmals eine männliche Nationalmannschaft im Rahmen der Pan-Amerikanische Meisterschaften in Asunción gab und dort noch den letzten Platz belegte, dauerte es noch weitere vier Jahre, bis sich die Mannschaft begann in der kontinentalen Spitze zu etablieren. Bei den letzten Nordamerikameisterschaften 2018 in Oceanside erreichte das Team das Halbfinale, unterlag im Spiel um die Bronzemedaille aber den Vereinigten Staaten.
Nachdem sich auf Druck der Internationalen Handballföderation (IHF) im April 2019 die Pan-American Team Handball Federation (PATHF) auflöste und in den beiden Nachfolgeorganisationen Handballkonföderation Nordamerikas und der Karibik (NACHC beziehungsweise NORCA) und Süd- und mittelamerikanische Handballkonföderation (SCAHC beziehungsweise COSCABAL) aufging, war dies ein Glücksfall für Mexiko, die sich nun beim Kampf um die Qualifikation zu wichtigen Weltturnieren wie den Weltmeisterschaften und den World Games nicht mehr mit den Südamerikanischen Mannschaften messen mussten, sondern nun mit den USA, der Dominikanischen Republik, Trinidad und Tobago oder auch Puerto Rico. Schon bei den ersten Meisterschaften des neuen Kontinentalverbandes 2019 erreichten die Mexikaner das Finale und mussten dort nur noch der Vertretung der USA geschlagen geben. Es bedeutete die erstmalige Qualifikation für die Weltmeisterschaften in Pescara, die jedoch aufgrund der COVID-19-Pandemie ausfielen.
Nachdem der internationale Spielbetrieb nach der Pandemie auf kontinentaler Ebene im Frühjahr 2022 im heimischen Acapulco wieder anlief, konnte die mexikanischen Männer ihren Heimvorteil nur bedingt nutzen. Im Halbfinale unterlagen sie den USA, konnten das Spiel um den dritten Rang aber gegen Trinidad und Tobago gewinnen. Damit wurde die erneute Qualifikation für die Weltmeisterschaften verpasst, die für die erstmals ausgerichteten Central American and Caribbean Sea and Beach Games in Santa Marta, Venezuela gegen Jahresende indes geschafft. Hier schaffte die Mannschaft eine verlustpunktfreie Vorrunde mit Siegen gegen alle fünf anderen Teilnehmer. Das Halbfinale verlor die Mannschaft anschließend aber knapp gegen Kolumbien. Das Spiel um die Bronzemedaille bestritt Mexiko wie schon zuvor im Jahr gegen Trinidad und Tobago, verlor das Spiel diese mal jedoch und landete trotz der guten Vorrunde nur auf dem vierten Platz.

## Teilnahmen
| World Games - 2001: keine Teilnahme - 2005: keine Teilnahme - 2009: nicht qualifiziert - 2013: nicht qualifiziert - 2017: nicht qualifiziert - 2022: nicht qualifiziert World Beach Games - 2019: nicht qualifiziert - 2023: | Weltmeisterschaften - 2001: abgesagt - 2004: nicht qualifiziert - 2006: nicht qualifiziert - 2008: nicht qualifiziert - 2010: nicht qualifiziert - 2012: nicht qualifiziert - 2014: nicht qualifiziert - 2016: nicht qualifiziert - 2018: nicht qualifiziert - 2020: qualifiziert, abgesagt - 2022: nicht qualifiziert | Pan-Amerikanische Meisterschaften - 2004: keine Teilnahme - 2008: keine Teilnahme - 2012: keine Teilnahme - 2014: 5. - 2016: keine Teilnahme - 2018: 6. Nordamerika- und Karibikmeisterschaften - 2019: 2. - 2022: 3. Beachgames Zentralamerikas und der Karibik - 2022: 4. |

- PAM 2014: Kader derzeit nicht bekannt

- PAM 2018: Kader derzeit nicht bekannt

- NKM 2019: Kader derzeit nicht bekannt

- NKM 2022: Kader derzeit nicht bekannt

- CACSBG 2022: Miguel Aguilar Hernández • Manuel Alejandro Chávez Valencia • Juan Pablo Martínez Paredes • Juan Carlos Mayoral Rojas • Sayyed Ricardo Morales Díaz • José Miguel Pérez Cabrera • Iván Rangel Uribe • Manuel Rivas Zazueta • Luis Eduardo Telles Díaz • Edgar Ivan Yahuaca Montelon[8]